# Земляний курган з цілинкою
Земляний курган з цілинкою — ботанічна пам'ятка природи місцевого значення. Об'єкт розташований на території Бердянського району Запорізької області, Миколаївська сільська рада.
Площа — 1 га, статус отриманий у 1988 році.